# Chitry-les-Mines
Chitry-les-Mines is een gemeente in het Franse departement Nièvre (regio Bourgogne-Franche-Comté) en telt 234 inwoners (2009). De plaats maakt deel uit van het arrondissement Clamecy.

## Geografie
De oppervlakte van Chitry-les-Mines bedraagt 6,2 km², de bevolkingsdichtheid is 37,8 inwoners per km².
De onderstaande kaart toont de ligging van Chitry-les-Mines met de belangrijkste infrastructuur en aangrenzende gemeenten.

## Demografie
Onderstaande figuur toont het verloop van het inwonertal (bron: INSEE-tellingen).